# تاریخ هان متاخر
کتاب تاریخ هان متاخر (به انگلیسی: Book of the Later Han) که به تاریخ هان متأخر نیز مشهور است و به اسم چینی‌اش هو هان شو هم شناخته می‌شود، یکی از کتاب‌های بیست و چهار تاریخ است و تاریخ دودمان هان از ۶ تا ۱۸۹ د.م را روایت می‌کند؛ دوره‌ای که به عنوان هان شرقی یا متأخر شناخته می‌شود. کتاب، در قرن پنجم و به دست فان یه و گروهی دیگر در دوران دودمان لیو سونگ گردآوری شده است و از تاریخ‌ها و اسناد قدیمی‌تر به عنوان منبع در آن استفاده شده است.